# Installer
Installer — застосунок зі складу Mac OS X (і її пробатьків OPENSTEP та NeXTSTEP), який розпаковує та встановлює файли з пакунків .pkg. Був созданий NeXT, і зараз підтримується Apple Inc.. Його мета допомогти розробникам програмного забезпечення у створенні одноманітних програм-інсталяторів.
Installer розташований в /Applications/Utilities/Installer.app на комп'ютерах Macintosh, з Mac OS X версій до 10.5, і запускається коли відкритий пакет або метапаке. В Mac OS X v10.5 Installer роташован в /System/Library/CoreServices/Installer.app
Також є консольна версія /usr/sbin/installer